# مارکو سیلوستری
مارکو سیلوستری (انگلیسی: Marco Silvestri؛ زادهٔ ۲ مارس ۱۹۹۱) بازیکن فوتبال اهل ایتالیا است.
از باشگاه‌هایی که در آن بازی کرده‌است می‌توان به باشگاه فوتبال هلاس ورونا، باشگاه فوتبال رجینا، باشگاه فوتبال لیدز یونایتد، باشگاه فوتبال مودنا، باشگاه فوتبال کیه‌وو ورونا، باشگاه فوتبال پادوا، باشگاه فوتبال کالیاری، و باشگاه فوتبال رجانا اشاره کرد.
وی همچنین در تیم‌های ملی فوتبال زیر ۲۰ سال ایتالیا و زیر ۲۱ سال ایتالیا بازی کرده‌است.